# Nereus op zeepaard
Nereus op zeepaard is een kunstwerk in Amsterdam-Zuid.
Deze schepping van de god Nereus is van de beeldhouwer Nic Jonk (1928-1994). Het beeld staat voor het Botenhuis/clubgebouw van de roeivereniging ASR Nereus. Nereus van Nic Jonk staat sinds 1969, 1970 of 1971 onveranderlijk aan de Amsteldijk en lijkt door zijn plaats op een sokkel ingebed in de omgeving van de Berlagebrug.
Nereus, half paard, half vis, was in staat de toekomst te voorspellen en ook om continu van gedaante te verwisselen.  Nereus is hier van brons, de sokkel is van Frans kalksteen.
Nereus is het resultaat van studies waar hij al minstens vanaf 1966 mee bezig was.. Hij begon in de zomer van 1967 met het definitief ontwerp in zijn atelier te Grootschermer.
In de Nederlandse plaatsen Krimpen aan den IJssel (1968) en Heiloo (1969) staan/stonden ook beelden van Nic Jonk getiteld Nereus op zeepaard. Dit onderwerp hield Jonk geruime tijd bezig; hij maakte in elk geval al in 1961 een beeldje onder dezelfde titel. In februari 1969 werd een gelijknamig beeld, met zeven andere van zijn beelden, tentoongesteld op de Westfriese Flora. Nic Jonk maakte destijds ook beelden van de dochters van Nereus, de Nereïden. Zijn huis, een stolpboerderij in Grootschermer, heette ook De Nereïden.